# هنري كلارك رايت
هنري كلارك رايت (بالإنجليزية: Henry Clarke Wright)‏ هو كاتب أمريكي، ولد في 1797 في شارون ‏ في الولايات المتحدة، وتوفي في 1870.